# 長崎県道51号長崎南環状線
長崎県道51号長崎南環状線（ながさきけんどう51ごう ながさきみなみかんじょうせん）は、長崎県長崎市を通る県道（主要地方道）である。

## 概要
長崎市大浜町から長崎市早坂町に至る。
長崎市中心市街の南側外周をまわる延長約8 kmの地域高規格道路で、長崎市西部の大浜ICより長崎湾に架かる長大な斜張橋であるながさき女神大橋で渡り、終点で長崎自動車道 長崎ICに接続する。長崎湾を渡る木鉢JCT - 戸町ICの区間は、ながさき女神大橋道路（愛称：ヴィーナスウイング）である。

### 路線データ
- 起点：長崎県長崎市大浜町（国道202号交点）
- 終点：長崎県長崎市早坂町（長崎自動車道長崎IC）
- 総延長：5.2 km

## 歴史
1994年（平成6年）12月16日候補路線に、1998年（平成10年）6月16日計画路線に指定された。このうち大浜町（大浜IC・国道）から戸町ICまでながさき女神大橋道路を含む区間が2005年（平成17年）12月11日に、戸町ICから新戸町ICまでの区間が2008年（平成20年）3月25日に、新戸町ICから田上IC（国道324号）までの区間が2011年（平成23年）2月13日に供用された。なお、2011年（平成23年）に供用された区間は無料で通行できるが、自動車専用道路であるため125 cc以下の二輪車および歩行者は通行できない。

### 年表
- 1993年（平成5年）5月11日 - 建設省から、県道長崎南環状線が長崎南環状線として主要地方道に指定される[1]。

## 路線状況

### 別名
- ながさき女神大橋道路（愛称：ヴィーナスウイング）

### 道路施設

#### 橋梁
- ながさき女神大橋（長崎湾・国道499号、長崎市）

#### トンネル
- 大浜トンネル（長崎市大浜町 - 同市木鉢町）
- 魚見山トンネル（長崎市戸町 - 同市新戸町）
- 唐八景トンネル（長崎市新戸町 - 同市田上）

## 地理

### 通過する自治体
- 長崎市

### 交差する道路
- 新戸町 - 田上は、自動車専用道路。
- 背景色が■である部分は施設が供用されていない、または完成していないことを示す。
- 路線名の特記がないものは市道。

| 施設名                                     | 接続路線名                                         | 備考                                                                           |
| ------------------------------------------ | -------------------------------------------------- | ------------------------------------------------------------------------------ |
| （西海パールライン有料道路方面に接続予定） |                                                    |                                                                                |
| 大浜IC                                     | 国道202号                                          |                                                                                |
| 木鉢JCT                                    | 〈臨港道路皇后木鉢線〉                             | 平面交差点。立体化予定。                                                       |
| 木鉢IC                                     |                                                    | ハーフインターチェンジ                                                         |
| 女神大橋                                   |                                                    |                                                                                |
| 戸町IC                                     | 国道499号                                          |                                                                                |
| 新戸町IC                                   | 長崎県道237号小ヶ倉田上線                          | 〈長崎外環状線〉（江川方面、事業中）とのジャンクションが設けられる予定である。 |
| 唐八景トンネル                             |                                                    |                                                                                |
| 田上IC                                     | 国道324号                                          |                                                                                |
| 長崎IC                                     | E34 長崎自動車道・ E34 出島道路・ 〈長崎外環状線〉 | 福岡・長崎市街・時津方面                                                       |

### 沿線
- 長崎市立戸町小学校